# موسی قربان‌اف
موسی قربان‌اف (انگلیسی: Musa Gurbanov؛ زادهٔ ۹ نوامبر ۱۹۶۴) بازیکن فوتبال اهل جمهوری آذربایجان است.
از باشگاه‌هایی که در آن بازی کرده‌است می‌توان به باشگاه فوتبال کپز، باشگاه فوتبال قره‌باغ، و باشگاه فوتبال نفتچی باکو اشاره کرد.
وی همچنین در تیم ملی فوتبال جمهوری آذربایجان بازی کرده‌است.